# 朗县黄堇
朗县黄堇（学名：Corydalis quinquefoliolata）为罂粟科紫堇属下的一个种。

## 扩展阅读
- 維基物種上的相關：朗县黄堇